# Претенденты (фильм, 1990)
«Претенденты» (англ. The Challengers) — канадский семейный телефильм созданный Lauron Pictures для Canadian Broadcasting Corporation.

## Сюжет
После смерти отца Мэкки и её мама переезжают в другой город. Там она заводит новых друзей и узнаёт о группе, к которой не прочь присоединиться. Проблема заключается в том, что группа состоит из одних только мальчиков и девочек в неё не допускают. Тогда её посещает мысль о том, чтобы переодеться мальчиком и стать членом «The Challengers». Со временем притворяться мальчиком из группы, быть обычной девочкой и дружить с лучшей подружкой Дженни становится всё сложнее.

## В ролях
- Гвинит Уолш — Энджи Дэниелс
- Эрик Кристмас — Зак
- Джема Зампронья — Мэкки / Мэк Дэниелс
- Сара Саватски — Дженни
- Стивен Андраде — Джонатан
- Мартин Смитс — Кэрролл
- Мэттью Бекетт — Леннон